# Kassenbon

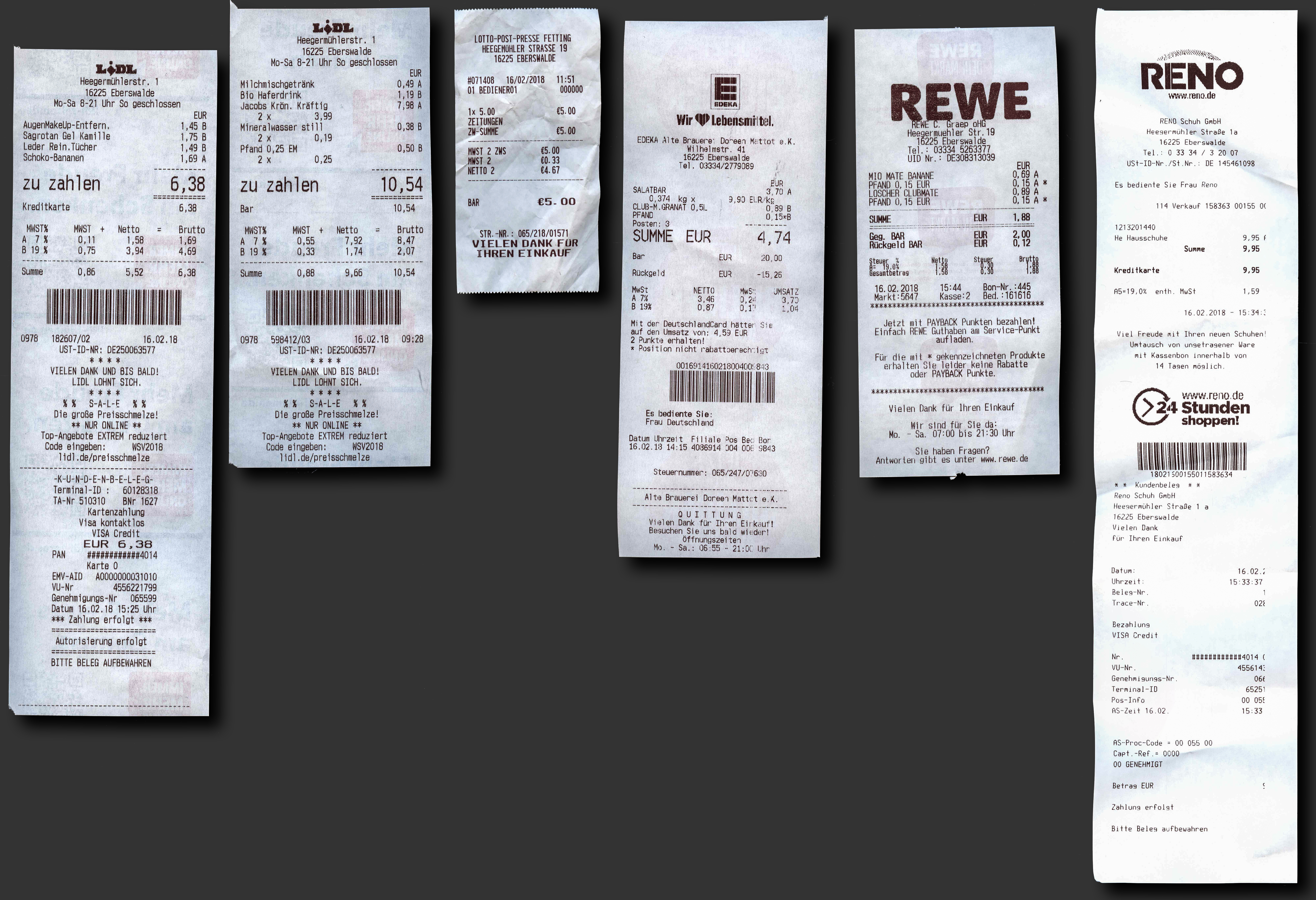
Verschiedene Kassenbons (Deutschland)

Ein Kassenbon [ˈkasn̩bɔŋ, ˈkasn̩bɔ̃ː] (von Kasse und französisch Bon „Gutschein“, Plural Kassenbons; Kassenzettel oder Kassenbeleg; österreichisch und schweizerisch auch Kassabon) ist ein automatisch von elektronischen oder computergestützten Kassensystemen oder Registrierkassen erzeugter Beleg über den Kauf und die Bezahlung von Waren oder Dienstleistungen.

## Allgemeines
Die meisten Käufe des Alltags erfolgen im Einzelhandel (Läden, Supermärkte, Gastronomie), wobei die Kassenbons meist den einzigen schriftlichen Nachweis über den Kauf darstellen. Dieses automatische Druckerzeugnis durch Registrierkassen ist mit einem Kontrollstreifen (in jeder einzelnen Kassa) verknüpft, der die Tagesumsätze aller ausgedruckten Kassenbons zusammenfasst.

## Inhalt und Format

### Deutschland
Das Finanzamt in Deutschland fordert Mindestangaben auf Kassenbons bis zu einem Gesamtbetrag von 250 Euro (inklusive Umsatzsteuer), die die Anforderungen des § 33 UStDV erfüllen:
- Name und Adresse des Rechnungsstellers,
- Benennung der verkauften Waren,
- Menge und Einzelpreis (im Einzelhandel Bruttopreis, andernfalls Nettowert),
- Umsatzsteuer-Identifikationsnummer,
- separate Umsatzsteuerausweisung nach Mehrwertsteuersatz (7 % bzw. 19 %),
- Ausstellungsdatum und -uhrzeit.

Nachweise über eingesetzte Zahlungskarten sind gesetzlich nicht vorgeschrieben, es ist jedoch üblich, dass die Art der Zahlung ebenfalls auf dem Bon festgehalten wird, um im Falle einer Reklamation dem Kunden den Betrag über die gleiche Zahlungsart erstatten zu können.

### Vorderseite
Kassenbons enthalten oft die notwendigen Angaben einer Kleinbetragsrechnung, teilweise auch die Angaben für eine Rechnung ab 250,01 € / CHF 400 (mit Ausnahme der Angabe des Leistungsempfängers) sowie eine zusätzliche Empfangsbestätigung der Zahlung. Bei unbarer Zahlung wird das Zahlungsprotokoll teilweise auch direkt auf dem Kassenbon ausgedruckt. Darüber hinaus werden sie gelegentlich auch zu Marketingzwecken genutzt, um beispielsweise mit aufgedruckten Coupons zu weiteren Einkäufen zu animieren.

### Rückseite
Zum Teil werden auch die Rückseiten der Kassenbons genutzt für
- Ermächtigungen bei unbaren Zahlungen (Deutschland, Österreich),
- Hinweise auf bestimmte Bedingungen wie Allgemeine Geschäftsbedingungen oder Hinweisen zur Garantie oder Gewährleistung oder
- Marketingzwecke.

### Format
Das Format der aus schmalen Endlosrollen für robuste und günstige Druckverfahren mittels wartungsarmer Bondrucker stammenden Bons ist häufig mit den Breiten 57 mm oder 80 mm (wobei die Rollen bis zu 0,5 mm auf Untermaß geschnitten werden) versehen.
Der zum Einsatz kommende Thermodirektdruck erfordert Rollen aus Thermopapier. Teilweise altert Thermopapier relativ schnell. Das Schriftbild verblasst allmählich unter Licht- und Wärmeeinfluss oder wird durch Fremdstoffe nach und nach aufgelöst. Abhängig vom verwendeten Thermopapier kann der Kassenbon gesundheitsschädliche Stoffe wie Bisphenol A enthalten, welches bei Kontakt mit dem Papier über die Haut aufgenommen wird. Nach Labor-Untersuchungen beträgt der Anteil in Thermopapieren zwischen 0,5 und 3,2 % Bisphenol A, das leicht herausgelöst werden kann. Seit Januar 2020 ist die Verwendung von Bisphenol A in Konzentrationen von mehr als 0,02 % in Thermopapier verboten. In der Schweiz gilt seit dem 16. Dezember 2020 eine Verwendungsbeschränkung; auch für Bisphenol S (BPS). Als eine der Alternativen mit der höchsten Marktbedeutung erwartet die Europäische Chemikalienagentur den Einsatz von Bisphenol S, neben Pergafast 201 and D8.

### Digitaler Kassenbon
Mit zunehmender Digitalisierung des Handels sowie als Maßnahme für mehr Nachhaltigkeit bei Einführung der Belegausgabepflicht wurden digitale Kassenbons (eBon) immer populärer. Der digitale Kassenbon kann von den Käufern an der Kasse auf verschiedene Arten erhalten werden:
- Die populärste Variante ist der QR-Code-Scan. Dabei erscheint nach der Bezahlung ein QR-Code auf dem Kassendisplay, den Kunden mit ihrem Smartphone oder einer entsprechenden Kassenbon-App scannen. Der Beleg wird in der App oder dem Browser geöffnet und steht zum Download bereit. Anbieter von digitalen Kassenbons via QR-Code sind z. B. Edeka und zahlreiche Bäckereien.[7]
- Immer mehr Einzelhändler bieten den digitalen Kassenbon auch als Feature ihrer Händler-Apps an, so z. B. Lidl Plus oder Netto. Der Kassenbon wird anschließend an den Kauf in der App bereitgestellt.[8]
- Einige Kassensysteme bieten auch den Versand des digitalen Kassenbons via E-Mail an.

Des Weiteren wurden mit Einführung der Belegausgabepflicht (auch „Bonpflicht“) unabhängige Startups gegründet, die das Empfangen und Organisieren von Kassenbons erleichtern. Meist können diese Apps auch gedruckte Kassenzettel einscannen oder bereiten die Kassenbons im persönlichen Haushaltsbuch der Nutzer auf. Einige Apps bieten außerdem Cashback an.
Zu den bekanntesten deutschen Kassenbonstartups gehören epap, refive, anybill, GreenBill oder Grüner Bon.

## Rechtsfragen

### Deutschland
Der Kassenbon kann die Voraussetzungen einer Rechnung erfüllen, wenn er alle Angaben enthält; für die Rechnung ist nach § 14 Abs. 1 UStG lediglich die Identität des Rechnungsausstellers notwendig. Eine Quittung ist er dagegen meist nicht, weil sie gemäß § 368 BGB die namentliche Angabe des Ausstellers und dessen Unterschrift oder eine qualifizierte elektronische Signatur erfordert. Kassenbons bis zu einem Gesamtbetrag von 250,00 € (inkl. USt), welche die Anforderungen des § 33 UStDV erfüllen, werden als Kleinbetragsrechnung anerkannt. Hierbei müssen Unternehmer als Leistungsempfänger darauf achten, dass während der zehnjährigen Aufbewahrungsfrist die Lesbarkeit auch bei der Verwendung von Thermopapier gewährleistet bleibt und der Inhalt unversehrt überdauert (§ 14b Abs. 1 Satz 1-4 i. V. m. § 14 Abs. 1 Satz 2 UStG). Gewährleistet wird dies durch eine Kopie auf normales Papier. Eine Aufbewahrung des Kassenbons durch den Rechnungsempfänger ist dann nicht mehr erforderlich (Abschnitt 14b.1. Abs. 5 Satz 3 u. 4 UStAE). Der Rechnungsaussteller muss hingegen ein Rechnungsdoppel aufbewahren.
Seit Januar 2020 haben steuerrechtlich gemäß § 146a Abs. 1 AO alle Verkäufer, die aufzeichnungspflichtige Geschäftsvorfälle mit Hilfe eines elektronischen Aufzeichnungssystems erfassen, ein Aufzeichnungssystem zu verwenden, das jeden aufzeichnungspflichtigen Geschäftsvorfall einzeln, vollständig, richtig, zeitgerecht und geordnet aufzeichnet. Dabei sieht § 146a Abs. 2 AO eine Belegausgabepflicht vor, wonach dem an diesem Geschäftsvorfall Beteiligten in unmittelbarem zeitlichem Zusammenhang mit dem Geschäftsvorfall ein Beleg über den Geschäftsvorfall auszustellen und ihm zur Verfügung zu stellen ist. Elektronische Aufzeichnungssysteme im Sinne des § 146a Abs. 1 Satz 1 AO sind nach § 1 KassenSichV elektronische oder computergestützte Kassensysteme oder Registrierkassen. Die neue Vorschrift zwingt jedoch nicht zur Benutzung dieser Kassensysteme oder Registrierkassen, so dass vom Unternehmer auch (weiterhin) eine offene Ladenkasse verwendet werden kann.
Die Pflichtangaben auf Kassenbons sind in § 6 KassenSichV geregelt. Hiernach muss ein Beleg mindestens den vollständigen Namen und die vollständige Anschrift des leistenden Unternehmers, das Datum der Belegausstellung und den Zeitpunkt des Vorgangbeginns sowie den Zeitpunkt der Vorgangsbeendigung, die Menge und die Art der gelieferten Gegenstände oder den Umfang und die Art der sonstigen Leistung, die Transaktionsnummer, das Entgelt und den darauf entfallenden Steuerbetrag für die Lieferung oder sonstige Leistung in einer Summe sowie den anzuwendenden Steuersatz oder im Fall einer Steuerbefreiung einen Hinweis darauf, dass für die Lieferung oder sonstige Leistung eine Steuerbefreiung gilt und die Seriennummer des elektronischen Aufzeichnungssystems oder die Seriennummer des Sicherheitsmoduls enthalten.
Bei Reklamation oder Umtausch fragen Verkäufer häufig nach dem Kassenbon, um den Nachweis über den Kauf im Laden des Verkäufers sicherzustellen. Verkäufer dürfen den Umtausch von Waren lediglich dann mit Bedingungen wie der Vorlage eines Kassenbons verknüpfen, wenn sie gesetzlich nicht zum Umtausch verpflichtet sind und aus Kulanz handeln. Im Rahmen der Geltendmachung von Gewährleistungs- oder Garantieansprüchen muss der Käufer regelmäßig den Erwerb eines Gegenstandes nachweisen. Die Beweisführung dafür ist nicht notwendigerweise mit dem Kassenbon verbunden. Die wesentlichen Umstände des Kaufes können auch anderweitig nachgewiesen werden (beispielsweise per Kartenzahlungsbeleg). Eine anderweitige Vereinbarung würde den Käufer unangemessen benachteiligen (etwa bei Verwendung von AGB durch § 307 BGB).
Bei Bewirtungsaufwendungen ist der Kassenbon – der in dem Fall den umsatzsteuerlichen Vorschriften genügen muss – oder eine andere maschinell erstellte und in der Kasse registrierte Rechnung notwendig, da die Aufwendungen sonst steuerlich nicht absetzbar sind.

### International
Die Belegausgabepflicht von Kassenbons gibt es bereits in vielen anderen EU-Mitgliedstaaten (Italien, Österreich, Portugal, Schweden, Slowenien und Tschechische Republik) und dient dort der Stärkung der Transparenz und einer effizienten Überprüfung durch die Finanzverwaltung. Diese Transparenz erhöht auch die Prävention und ist ein Mittel, Steuerhinterziehungen (etwa durch „Umsatz an der Kasse vorbei“) zu vermeiden, weil die Entdeckungsmöglichkeiten steigen.
In Frankreich müssen seit September 2020 Kassenbons bis 10 Euro nicht mehr automatisch ausgedruckt werden, ab Januar 2022 entfällt für Kaufbeträge bis 30 Euro die Kassenbon-Pflicht. In angelsächsischen Staaten hat der Kassenbon (englisch receipt, sales check) ähnliche Bedeutung wie in Deutschland, er gilt nicht als Rechnung, aber ist ein Beweismittel, um bei einer Reklamation oder einem Umtausch den Kaufnachweis zu ermöglichen. In den USA sind einige Warenhausketten dazu übergegangen, optional den Kassenbon nicht mehr auszudrucken (englisch electronic receipt). Stattdessen wird die Quittung dem Kunden per E-Mail zugesandt oder auf eine verschlüsselte Webseite hochgeladen. In den USA sind die Verkaufspreise stets Nettopreise, die sich um die Umsatzsteuer (englisch sales tax) oder sonstige Steuern erhöhen, welche jedoch erst auf dem Kassenbon erscheinen. Kassenbons dürfen dort sogar als Werbeträger dienen, denn der sehr günstige Tausend-Kontakt-Preis erlaubt Werbung auf Kassenbons selbst für Kleinunternehmen mit einem geringen Werbeetat. In Österreich druckten 2023 Hofer und Spar 16 Tage lang Notrufnummern für Frauen auf die Bons, nachdem vermehrt Femizide geschehen waren.

## Trivia
Der Ausspruch „Ist gebongt!“ ist ein umgangssprachlicher Ausdruck für Zustimmung, etwa mit der Bedeutung „Das geht in Ordnung!“ oder „Habe ich verstanden!“ Die Herkunft des Wortes bezieht sich auf die Aufnahme eines Artikels auf den Kassenbon oder die Eingabe bei einer Registrierkasse.